# Castle Rising (borg)
Castle Rising er en rion fra en middelalderlig borg i landsbyen Castle Rising i Norfolk, England. Det blev bygget kort efter 1138 af William d'Aubigny 2., der havde avanceret i rang blandt den angelnormanniske adel og blevet jarl af Arundel. Med sin nye rigdom opførte han Castle Rising og den omkringliggende dyrepark, som en kombination fæstning og jagtslot. Det blev nedarvet til Williams efterkommere, inden det overgik til familien de Montalt i 1243. Montalt-familien solgte senere slottet til dronning Isabella, som boede her til hun mistede magten i 1330. Isabella udvidede borgen bygninger og havde en kongelig livsstil, og blev gæstet af sin søn Edvard 3. ved flere lejligheder. Efter hendes død overgik det til Edvard, den sorte prins og dannede hertugdømmet Cornwall.
I 1400-tallet blev borgen i stigende grad værdsat for sine jagtfaciliteter frem for det militære forsvar. Det gik i forfald, og på trods af at have flere bebeolsesbygninger blev det forladt i midten af 1550-tallet. Henrik 8. solgte ejendommen til Thomas Howard, hertug af Norfolk, og størstedelen af bygningerne blev revet ned. Det var ikke før 1800-tallet, hvor Mary og Fulke Greville Howard arvede slottet, at det blev renovereret og restaureret. Victorianske forskere undersøgte stedet og åbnede det for offentligheden. I 1958 overgik slottet til staten, der udførte flere restaureringer og en arkæologiske undersøgelser. I 1998 overdrog English Heritage ledelse til den nuværende ejer Baron Howard af Rising, som fortsat driver det som en turistattraktion. De ter en listed building af 1. grad.
Castle Rising består af tre baileyer, der hver har stor jordvolde, som tilsammen dækker 5 ha, som arkæologerne Oliver Creighton og Robert Higham betragter som nogle af de mest imponerende i Storbritannien. På den indre bailey findes et stort keep, der sandsynligvis er bygget med inspiration fra det på Norwich Castle. Det har mange romanske træk inklusive pilaster, stræbepiller og arkader. Historikerne Beric Morley og David Gurney mener at det er "et af de flotteste normanniske keeps", og dets mililtære anvendelse og politiske symbolik har været diskuteret meget blandt forskere. Omkring borgen lå oprindeligt en velholdt park, hvor der kunne jages hjortevildt og kaniner.